# Pallenoides spinulosum
Pallenoides spinulosum is een zeespin uit de familie Callipallenidae. De soort behoort tot het geslacht Pallenoides. Pallenoides spinulosum werd in 1955 voor het eerst wetenschappelijk beschreven door Stock. 